# Ђока П. Јовановић (лекар)
Ђока П. Јовановић (Београд, 1860 – Врњци, 1902) био је српски лекар, писац радова из области медицине, зоологије, палеоантропологије, лепе књижевности, управник Зоолошког кабинета и члан Српског лекарског друштва. Заслужан је за унапређење наставe и експериментални рад из зоологије у новоснoваном Зоолошком заводу и лабораторији у Београду.

## Живот и каријера
Рођен је 1860. године у Београду, у породици Петра Јовановића, свештеника родом из Ирига. Основну школу учио је у Коларима, у Округу смедеревском, а гимназију у Пожаревцу и Београду.
Медицину је студирао као државни стипендиста у Паризу, повремено се усавршавајући на клиникама у Лондону и Берлину. За доктора целокупног лекарства промовисан је у Паризу 1888. године.
По повратку у Краљевину Србију 1889. године након конкурса за место професора зоологије на Великој школи, изабран је за професора. У овој школи предавао је до марта 1895. године.
Од 1890. до 1897. године Јовановић је био лични лекар краља Александра Обреновића.
Након напуштања Велике школе, до децембра 1900. године био је војни лекар, а затим је постављен, по својој жељи, за лекара Расинског среза и сталног управника бање у Врњцима. На овој дужности остао је до смрти 1902. године.

## Дело
Јовановић је значајно унапредио наставу зоологије оснивањем Зоолошког завода и лабораторије у којој је започео експериментални рад. Као управнику Зоолошког кабинета и члану Српског лекарског друштва била му је поверена и дужност чувара Збирке препарата Српског лекарског друштва.
Јовановић је писао и објављивао радове из области медицине, зоологије, палеоантропологије и лепе књижевности.

## Признања
Носилац је више домаћих и страних одликовања:
- Орден Св. Сава,
- Орден Бели Орао,
- Орден Св. Ана,
- Орден Св. Станислав о врату,
- Гвоздена круна,
- Почасна Легија,
- Орден Франца Јосифа,
- Палма Париске Академије.